# Polyrhachis ammonoeides
Polyrhachis ammonoeides é uma espécie de formiga do gênero Polyrhachis, pertencente à subfamília Formicinae.